# كريستيان راميريز (لاعب كرة قدم باراغواياني)
كريستيان راميريز (بالإسبانية: Cristian Ramírez)‏ هو مدرب كرة قدم ولاعب كرة قدم باراغواياني، ولد في القرن 20. لعب مع Club Cerro Porteño (Presidente Franco) ‏.

## وصلات خارجية
- كريستيان راميريز على موقع Soccerway.com (الإنجليزية)